# Uirassú de Assis Batista
Uirassú de Assis Batista (4 de abril de 1952, Itapicurú - 29 de abril de 1974) foi um estudante secundarista, militante político e membro da guerrilha de Araguaia.
Desapareceu na região de São domingos de Araguaia. Devido às circunstâncias, é considerado pela Comissão Nacional da Verdade como uma das 434 vítimas da ditadura militar brasileira.

## Biografia
Sendo o quarto filho de Aidinalva Dantas Batista e Francisco de Assis Batista, Uirassú nasceu na cidade baiana de Itapicurú no dia 4 de abril de 1952. Junto com os 6 irmãos, passou maior parte da sua infância na cidade do interior baiano. Após iniciar os estudos na cidade natal, terminou o curso primário na escola Rio Real, instituição localizada na cidade baiana de Alagoinhas. Em 1968, na mesma cidade, inicia a sua vida de militância no movimento estudantil.
Em 1969, foi transferido à escola Central, localizado em Salvador, para finalizar os estudos secundaristas. Durante a permanência na instituição, entrou ao Movimento Estudantil secundarista. Nesse movimento, conheceu o seu colega Custódio Saraiva Neto, cuja data de nascimento e idades iguais fizeram com que estabelecessem amizade.
No decorrer da formação escolar, fez parte da diretoria da associação baiana de estudantes secundaristas (ABES). Nessa época filiou-se ao Partido Comunista do Brasil. Após um tempo na militância, a policia federal começa a procurá-lo por causa das suas atividades. Por tais questões, decide se juntar à tentativa do partido em realizar a insurreição armada por meio da criação de uma guerrilha rural. Esta guerrilha foi criada em 1968 e ficou conhecida como a guerrilha de Araguaia.

## Guerrilha de Araguaia
Em 1971, junto com seu amigo Custódio, Uirassú se junta à guerrilha com o codinome Valdir. A guerrilha estava localizada da região do rio Araguaia, sul do estado do Pará, onde o partido comunista pretendia lutar contra a ditadura militar. Uirassú e Custódio eram os integrantes mais jovens da guerrilha e pertenciam ao "destacamento A" da unidade paramilitar.

## Desaparecimento e morte
Segundo testemunhas, no dia 21 de abril de 1974,  Lucio Petit da Silva (de codinome Beto), Antônio Ferreira Pinto (de codinome Antônio) e Uirassú, foram presos e amarrados na sala de estar da casa do camponês Manézinho das Duas. Entre os relatos, há declarações de que, ao estar preso na sala, Uirassú estaria ferido na perna ou com Leishmaniose, doença parasitária causada por picada.
Registros oficiais do exercito apontam que no dia 29 de abril de 1974, Uirassú é registrado como morto. Em depoimento à Comissão Nacional da Verdade, o coronel Pedro Corrêa Cabral menciona que o corpo do Uirassú foi enterrado na Serra das Andorinhas, região entre  entre Xambioá (Pará na época, hoje Tocantins) e São Geraldo do Araguaia (Pará). Como o corpo nunca foi encontrado, é considerado como desaparecido.

### Divergências sobre a morte
No relatório de investigação da Marinha sobre o desaparecimento consta que Uirassú morreu em Janeiro de 1974, o que contraria as versões dos testemunhas e do relatório do exercito. O jornal O Globo, em matéria publicada no dia 29 de abril de 1996, revela que, entre os relatórios das forças armadas sobre os 54 integrantes da guerrilha, os dados da morte de Uirassú estão riscados. Nesse arquivo riscado está escrito que Uirassú foi morto pela "equipe A1" no dia 11 de janeiro de 1974 e que o corpo teria sido enterrado em Brejo Grande, numa região próxima à transamazônica.
Por causa das diferentes datas e das circunstâncias, a Comissão Nacional da Verdade entende que Uirassú é um desaparecido político, o que responsabiliza ao Estado brasileiro pela sua morte.

### Sentença da Corte Interamericana de Direitos Humanos
Por causa do julgamento pela caso de Gomes Lund e de outros guerrilheiros, a Corte Interamericana de Direitos Humanos condenou ao Estado brasileiro considerando que os desaparecimentos forçados das pessoas deixaram em evidência o intuito do Estado pela eliminação delas. Segundo a sentença:
“O ato de desaparecimento e sua execução se iniciam com a privação da liberdade da pessoa e a subsequente falta de informação sobre seu destino, e permanece enquanto não se conheça o paradeiro da pessoa desaparecida e se determine com certeza sua identidade".
Em decorrência, o julgamento instaura a obrigatoriedade do Estado brasileiro em esclarecer a morte dos indivíduos que estavam baixo custodia naquele período. No mesmo processo, recomenda a continuidade das investigações sobre o desaparecimento de Uirassú Batista.

## Homenagens
No dia 4 de dezembro de 1995, foi ratificada a Lei 9.140/95, conhecida como a Lei dos Desaparecidos Políticos do Brasil. Nessa lei promulgada pelo congresso, as pessoas desaparecidas por razões políticas entre o período de 2 de setembro de 1961 a 15 de agosto de 1979 são reconhecidas como vítimas do Estado Brasileiro. Entre os 136 reconhecidos, está Uirassú Batista.
Na cidade de São Paulo, há uma rua na zona norte da cidade cujo nome homenageia a Uirassú. Em Alagoinhas, cidade baiana onde Uirassú iniciou seu trajeto de militância, há uma escola estadual cujo nome também está em homenagem. Em Campinas, cidade do interior paulista, há uma rua que foi batizada em homenagem no dia 20 de novembro de 1997.